# Jack Yeats
John 'Jack' Butler Yeats (født 29. august 1871 i London, død 28. marts 1957 i Dublin) var en irsk kunstner. Han tidlige stil mindede om illustratorens og tangerede næsten tegneserietegnerens (han tegnede den første tegneserieversion af Sherlock Holmes i 1894). Han begyndte først at arbejde i olie i 1906, og hans tidlige billeder er simplistiske afbildninger af landskaber og personer fortrinsvist fra det vestlige Irland. Der kan spores en vis grad af symbolisme og romantik i hans værker, men tydeligst er en voldsom ekspressionisme og modernisme.
K-club ved Dublin ejer er lang række af hans bedste værker.
1. ↑  Navnet er anført på svensk og stammer fra Wikidata hvor navnet endnu ikke findes på dansk.